# Peperomia velutina
Peperomia velutina är en pepparväxtart som beskrevs av Linden & Andre. Peperomia velutina ingår i släktet peperomior, och familjen pepparväxter. Inga underarter finns listade i Catalogue of Life.